# 沃托兰廷
沃托兰廷是巴西圣保罗州的一个市镇。总面积183.998平方公里，总人口107157人，人口密度582.4人/平方公里。